# Fritz Scherwitz
Fritz Scherwitz (auch El(e)ke oder Elias Sirewitz; * 21. August 1903 vermutlich in Schaulen, (Gouvernement Kowno, heutiges Litauen); † 4. Dezember 1962 in München) war während des Zweiten Weltkriegs Betriebsleiter von Werkstätten für jüdische Zwangsarbeiter in Riga.

## Leben
Scherwitz’ Herkunft konnte nie eindeutig geklärt werden. Während er selbst sich nach Kriegsende als Jude bezeichnete, kam die Historikerin Anita Kugler zu dem Schluss, dass eine jüdische Herkunft nicht belegbar sei.
1919 wurde er von einem Angehörigen des deutschen Freikorps Diebitsch, aktiv in Litauen und Westpreußen aufgenommen und nach dem Ende der Kampfhandlungen in Litauen auf dessen Gut in Schlesien mitgenommen. 1925 kam er nach Berlin, war vermutlich Tagelöhner und immer wieder auch arbeitslos.
Zum 1. November 1933 trat er der SS bei (SS-Nummer 241.935). Nach Kriegsbeginn 1939 kam er als Polizeiwachtmeister nach Riga. 1942 leitete er eine Werkstatt des KZ Riga-Kaiserwald in Riga Lenta. In dieser Werkstatt wurden ihm zeitweise fast 1.000 jüdische Ghettobewohner zugeordnet, die dort unter seiner Leitung arbeiten mussten. Scherwitz soll „seine Juden“ geschützt haben – wohl auch um seine eigene Machtposition als Werkstattleiter zu festigen. 1943 wurde er „Fachführer im Range eines SS-Untersturmführers“.
Ende September 1944 wurde die Werkstatt aufgelöst, Scherwitz schlug sich nach Westen durch und kam in das amerikanische Kriegsgefangenenlager Heidesheim bei Bad Kreuznach, wo er sich als verfolgter Jude ausgab. Im Auftrag der Amerikaner begann er nun, nach internierten früheren SS-Männern zu suchen.
Anfang 1946 gelang es Scherwitz, im Landkreis Wertingen (Bayern) Treuhänder für mehrere Handelsfirmen zu werden. Im Januar 1947 wurde ihm die Treuhänderschaft für alle Juden übertragen, die bis 1942 im Landkreis gelebt hatten. Es war nun seine Aufgabe, ehemaliges Eigentum von Juden für möglicherweise Überlebende oder deren Erben zu sichern. Am 19. Dezember 1947 wurde er stellvertretender Verfolgtenbetreuer im schwäbischen Teil Bayerns.
Am 26. April 1948 wurde er verhaftet. Man machte ihm zum Vorwurf, er sei SS-Mann gewesen und habe Juden ermordet. Am 3. März 1949 wurde Scherwitz in München wegen der Erschießung von drei Gefangenen zu sechs Jahren Haft verurteilt. Das Urteil wurde in Berufungsprozessen am 14. Dezember 1949 und am 1. August 1950 von Geschworenengerichten bestätigt.
1954 wurde er aus der Haft entlassen. Im Anschluss arbeitete er als Handelsvertreter. Da er sich selbst als unschuldig verurteilt ansah, versuchte er mehrfach ein Rehabilitationsverfahren in Gang zu bringen – allerdings ohne Erfolg.